# わかやまポンチ
わかやまポンチは、和歌山県で販売されているご当地グルメのフルーツポンチである。

## 概要
和歌山県は梅、みかんをはじめとして全国的に生産量がトップクラスの果物がいくつもあり、このことをPRするために和歌山県食品流通課が梅と果物を使ったフルーツポンチを和歌山名物にしようとしたのが始まり。
2009年7月に県内の飲食店経営者や学校栄養士ら有志が「全国わかやまポンチ協会」が発足させ、「わかやまポンチ」の定義として以下の3点を決めた。 
- 県産梅の甘露煮かシロップ漬けを使う。
- 一つ以上、県産の果物を使う。
- 県産品が入っていることを消費者に示す。

協会会員の店がそれぞれ趣向を凝らした「わかやまポンチ」を提供し、2010年8月現在、県内35店舗にて販売されている。